# Efraín Loza
Efraín Loza Barba (Tepatitlán de Morelos; 10 de enero de 1939-León de Los Aldama; 30 de agosto de 2017) fue un futbolista mexicano que jugaba de defensa. Es hermano mayor de Gil Loza y estuvo contratado durante toda su carrera con el Club León.

## Selección nacional
Jugó con la selección amateur de México los tres partidos en los Juegos Olímpicos de Tokio 1964.

### Participaciones en Juegos Olímpicos
| Torneo                   | Sede  | Resultado    |
| ------------------------ | ----- | ------------ |
| Juegos Olímpicos de 1964 | Tokio | Primera fase |

## Palmarés

### Títulos nacionales
| Título               | Equipo | País   | Año     |
| -------------------- | ------ | ------ | ------- |
| Copa México          | León   | México | 1966-67 |
| Copa México          | León   | México | 1970-71 |
| Campeón de Campeones | León   | México | 1970-71 |